# فضاء متقطع
في الطوبولوجيا، الفضاء المتقطع هو نوع خاص من الفضاء الطوبولوجي الذي تكون فيه نقاط الفضاء معزولة عن بعضها البعض.